# Iartă-mă! (film din 1953)
Iartă-mă! (titlul original: în italiană Perdonami!) este un film dramatic italian, realizat în 1953 de regizorul Mario Costa, o povestire de Giuseppe Valentini, protagoniști fiind actorii Raf Vallone, Antonella Lualdi, Tamara Lees și Dante Maggio. 

## Distribuție
- Raf Vallone – Marco Gerace
- Antonella Lualdi – Anna Boetto, soția sa
- Tamara Lees – Vera
- Aldo Bufi Landi – Nicola Boetto
- Dante Maggio – Michele
- Emma Baron – Maria Boetto, mama lui Nicola și al Annei
- Celeste Almieri – dna. Parodi
- Valeria Bonamano – croitoreasa
- Laura Carli – directorul atelierului
- Marga Cella – patroana hanului
- Annette Ciarli – patroana pensiunii "Doria"
- Clelia Genovese – mama lui Michele
- Zoe Incrocci – Adele, colega de lucru al Annei
- Anna Maestri – o altă colegă de lucru al Annei
- Lina Minora – portăreasa
- Rossana Rory – Marcella
- Giuseppe Chinnici – comisarul Calì
- Carlo D'Angelo – comisarul siguranței publice
- Aldo Dini –
- Attilio Dottesio – un brigadier
- Alessandro Fersen – Raul, „libanezul”
- Rino Genovese – Ernesto, complicele lui Raul
- Michele Malaspina – commendatore
- Arnaldo Mochetti – „tunisianul”
- Elio Pandolfi – un designer de costume
- Paolo Reale – Carlo Gerace
- Felice Romano – mecanicul de la Ansaldo
- Mario Vitale – Mario
- Patrizia Remiddi – micuța Carletta, fiica lui Marco și al Annei
- Augusto Pennella – micuțul Luigino, fiul lui Marco și al Anna